# Telestudio 61
Telestudio 61 è stata un'emittente televisiva romana, nata il 1º ottobre 1976.
Gli studi e la sede si trovavano a Monte Porzio Catone, zona dei Castelli Romani. Da Roma il segnale fu esteso verso il nord del Lazio, fino ad Orvieto. Il numero 61 indicava (ed indica tuttora) la frequenza UHF del canale sulla zona di Roma.
Il fondatore e ideatore di Telestudio è Marcello Tulli, imprenditore romano, progettista degli impianti di trasmissione utilizzati dall'emittente stessa.
Nelle ore notturne un appuntamento fisso era quello con i film vietati.

## Oggi
L'emittente, ancora di proprietà di Tulli, oggi si avvale di una rete di frequenze che le permette di raggiungere Lazio, Umbria, Toscana, Marche, Abruzzo. Fanno capo al gruppo di Tulli anche l'emittente Idea Tv (UHF 35) e l'emittente radiofonica ERRE2 (ex radio Romantica ex TS radio) ascoltabile sui 107.6 in FM.
A partire da giugno 2009 Telestudio trasmette anche attraverso la tecnologia del digitale terrestre; nel suo mux vengono trasmesse le emittenti televisive Telestudio, Idea Tv, Cinquestelle, Jazz Channel, Idea Cartoons, Idea Shopping, Ts Live, Globo Tv e la versione televisiva di ERRE2. Molte di queste emittenti più Idea Cinema sono trasmesse anche sul multiplex di Idea Tv, che nel 2011 è passato dall'UHF 35 alla 55.
Da dicembre 2012, a seguito della riassegnazione delle frequenze dovuta all'LTE, il canale ha spento definitivamente il mux per la zona di Roma. Rimangono però in funzione quelli a Viterbo, in Toscana e in Umbria.
Cartoni animati in onda:
- Le nuove avventure di Pinocchio
- Lo strano mondo di Minù
- Bun Bun
- Stanlio & Ollio
- I Superamici
- Mechander Robot
- Bright sblatz
- Tombik & B.B. Show
- Don Chisciotte
- Le favole